# Bloomington Thunder
Bloomington Thunder byl profesionální americký klub ledního hokeje, který sídlil v Bloomingtonu ve státě Illinois. V letech 2013–2014 působil v profesionální soutěži Southern Professional Hockey League. Před vstupem do SPHL působil v Central Hockey League. Thunders ve své poslední sezóně v SPHL skončily v základní části. Své domácí zápasy odehrával v hale Grossinger Motors Arena s kapacitou 7 000 diváků. Klubové barvy byly fialová, černá, stříbrná a bílá.

## Historické názvy
Zdroj: 
- 2011 – Bloomington Blaze
- 2013 – Bloomington Thunder

## Přehled ligové účasti
Zdroj: 
- 2011–2012: Central Hockey League (Turnerova divize)
- 2012–2013: Central Hockey League
- 2013–2014: Southern Professional Hockey League